# Grupo topológico
En matemáticas, especialmente en topología, un grupo topológico (llamado también  grupo continuo ) es una terna {\displaystyle (G,{\mathcal {T}},\cdot )} tal que:
- {\displaystyle (G,{\mathcal {T}})} es un espacio topológico.
- {\displaystyle (G,\cdot )} es un grupo (no siempre abeliano).
- La función {\displaystyle G\times G\to G} que aplica {\displaystyle (x,y)\mapsto x\cdot y} es continua.
- La función {\displaystyle G\to G} que aplica {\displaystyle x\mapsto x^{-1}} es continua.

Las últimas dos condiciones pueden ser sustituidas por la siguiente condición equivalente: la función {\displaystyle G\times G\to G} que aplica {\displaystyle (x,y)\mapsto x\cdot y^{-1}} es continua.

## Mediante entornos
- Si c y d son elementos del conjunto G, para todo entorno W del elemento cd existen unos entornos U y V de los elementos c y d tal que UV es parte de W.
- Si c  es un elemento del conjunto G, para todo entorno W del elemento {\displaystyle c^{-1}} existe un entorno U del  elemento c  tal que {\displaystyle U^{-1}} es parte de W.

- Si c y d son elementos del conjunto G, para todo entorno W del elemento {\displaystyle cd^{-1}} existen unos entornos U y V de los elementos c y d tal que    {\displaystyle UV^{-1}} es parte de W.

## Tipos de grupos continuos
Un subtipo importante de grupos topológicos son los llamados grupos de Lie (nótese que, aunque todo grupo de Lie es un grupo topológico, existen grupos topológicos que no son grupos de Lie).
Es común requerir que la topología sobre G sea T0, ya que todo grupo topológico T0 es también regular.
Muchos de los objetos que investiga el análisis matemático son grupos topológicos (usualmente con estructura añadida), por ejemplo, el conjunto de los reales, con la adición que es continua Cada grupo puede ser convertido trivialmente en un grupo topológico considerándolo con la topología discreta. En este sentido, la teoría de los grupos topológicos subsume a la de los grupos ordinarios.

## Ejemplos
- Todo grupo puede ser considerado como un grupo topológico considerando sobre él la topología discreta, dichos grupos son grupos discretos. En esa  perspectiva la teoría de los grupos topológicos incluye los grupos finitos ordinarios.
- El conjunto ℝ de los números reales {\displaystyle \mathbb {R} }, dotado la topología estándar, forma un grupo topológico. Un poco más en general el espacio euclídeo {\displaystyle \mathbb {R} ^{n}} con la topología usual es un grupo topológico. De hecho, es un espacio vectorial topológico, como también lo son los espacios de Banach o los espacios de Hilbert.
- Una curva elíptica es un ejemplo de grupo topológico abeliano que no es un espacio vectorial.

Los ejemplos anteriores son ejemplos de grupos abelianos, también abundan los ejemplos de grupos no abelianos, como lo son los grupos matriciales clásicos. Por ejemplo el grupo lineal general {\displaystyle \mathrm {GL} (\mathbb {F} ,n)} de orden n sobre un cuerpo algebraico {\displaystyle \mathbb {F} }.
- Un ejemplo de grupo topológico que no es un grupo de Lie lo ofrecen los números racionales {\displaystyle \mathbb {Q} } con la topología heredada de {\displaystyle \mathbb {R} }. Este grupo es un espacio contable que no tiene topología discreta.
- Un ejemplo de grupo topológico no abeliano y que no es un grupo de Lie podría ser el grupo de rotaciones del espacio euclídeo generado por dos rotaciones generadas por múltiplos irracionales de 2π, alrededor de ejes diferentes.
- En toda álgebra de Banach con identidad multiplicativa el conjunto de elementos invertibles forma un grupo topológico con la operación de multiplicación.

## Propiedades
- Sea x1,...,xn un sistema finito de elementos de un grupo continuo G, sea c igual al producto de potencias de xi, sea  W un entorno de c, hay ciertos entornos V1,..., Vn de los elementos xi tales que el producto de las respectivas potencias de los correspondientes entornos  está incluido en W.[2]
- Fijemos

h(x) =xb, h'(x) = bx,  y θ(x) = x-1
siendo b un elemento fijo del grupo G  y x elemento variable del mismo. En tal caso las funciones h, h' y θ representan una aplicación topológica del espacio G sobre sí mismo.